# عشق سنگدل
عشق سنگدل (به هندی: Sangdil Sanam) یا سنگدل دوست داشتنی فیلمی محصول سال ۱۹۹۴ و به کارگردانی شومو موکرجی است. در این فیلم بازیگرانی همچون سلمان خان، مانیشا کویرالا، کیران کومار، ریما لاگو، آلوک نات ایفای نقش کرده‌اند.